# Municipio de Liberty (condado de Mountrail)
El municipio de Liberty (en inglés: Liberty Township) es un municipio ubicado en el condado de Mountrail en el estado estadounidense de Dakota del Norte. En el año 2010 tenía una población de 23 habitantes y una densidad poblacional de 0,25 personas por km².

## Geografía
El municipio de Liberty se encuentra ubicado en las coordenadas 47°52′49″N 102°17′51″O / 47.88028, -102.29750. Según la Oficina del Censo de los Estados Unidos, el municipio tiene una superficie total de 92.47 km², de la cual 34,86 km² corresponden a tierra firme y (62,3 %) 57,61 km² es agua.

## Demografía
Según el censo de 2010, había 23 personas residiendo en el municipio de Liberty. La densidad de población era de 0,25 hab./km². De los 23 habitantes, el municipio de Liberty estaba compuesto por el 95,65 % blancos y el 4,35 % eran de una mezcla de razas. Del total de la población el 0 % eran hispanos o latinos de cualquier raza.